# Thorns vs. Emperor
Throns vs Emperor är en split-CD från 1998 med de norska black metal-banden Thorns och Emperor. Skivan är till skillnad från övriga med Emperor släppta på skivbolaget Moonfog som ägs av den norska black metal-profilen Satyr från Satyricon.

## Låtlista
1. Exordium (Emperor)
2. Aerie Descent (Thorns)
3. I am (Emperor)
4. Aerie Descent (Emperor)
5. Thus March the Nightspirit (Emperor)
6. Melas Khole (Thorns)
7. The Discipline of Earth (Thorns)
8. Cosmic Keys (Thorns)